# Martin Gareis
Martin Gareis (* 6. Oktober 1891 in Buch; † 26. Februar 1976 in Kreuth) war ein deutscher General der Infanterie sowie Kommandierender General des XXXXVI. Panzerkorps im Zweiten Weltkrieg.

## Leben

### Herkunft
Gareis war der Sohn eines Pfarrers.

### Militärkarriere
Er wurde im Kadettenkorps erzogen und trat anschließend am 21. Dezember 1909 als Fähnrich in das Infanterie-Regiment „Großherzog Friedrich Franz II. von Mecklenburg-Schwerin“ (4. Brandenburgisches) Nr. 24 der Preußischen Armee ein. Nach dem erfolgreichen Besuch der Kriegsschule Potsdam wurde Gareis am 18. August 1911 zum Leutnant befördert. Ab Februar 1914 diente er in der MG-Kompanie, mit der er in den Ersten Weltkrieg zog. Ende Oktober 1914 während der Kämpfe an der Aisne verwundet, kam Gareis nach seiner Gesundung Mitte Februar 1915 als Lehrer zum MG-Ausbildungskursus nach Döberitz. Ab April 1915 kehrte er als Kompanieführer zu seinem Regiment an die Westfront zurück. Nach der Frühjahrsschlacht bei La Bassée und Arras sowie den Stellungskämpfen in Flandern und Artois war Gareis von Mitte Oktober 1915 bis März 1916 Ordonnanzoffizier beim Stab der 5. Infanterie-Division. Anschließend kam er wieder in sein Stammregiment und kämpfte während der kommenden Monate als Kompanieführer in der Schlacht um Verdun. Ende September 1916 war Gareis kurzzeitig MG-Offizier beim Stab und stieg am 14. Oktober 1916 zum Regimentsadjutant auf. Für seine Leistungen wurde er mit beiden Klassen des Eisernen Kreuzes, dem Ritterkreuz des Königlichen Hausordens von Hohenzollern, dem Mecklenburgischen Militärverdienstkreuz I. Klasse sowie dem Verwundetenabzeichen in Schwarz ausgezeichnet. In den letzten Kriegstagen diente Gareis als Oberleutnant ab 23. Oktober 1918 als Adjutant der 12. Infanterie-Brigade.
Nach dem Waffenstillstand von Compiègne, der Rückkehr in die Heimat und der Demobilisierung, wurde er zunächst ab 1. April 1919 als Adjutant des Bezirkskommandos Berlin II verwendet. Am 1. August 1919 folgte seine Übernahme in die Vorläufige Reichswehr. Gareis wurde dem Reichswehr-Infanterie-Regiment 30 zugeteilt und als Adjutant der Feldergänzungsabteilung der Reichswehr-Brigade 15 in Angermünde kommandiert. Unter Belassung in diesem Kommando wurde er am 1. Dezember 1919 in das Reichswehr-Infanterie-Regiment 103 versetzt. Nach zwei Monaten wurde Gareis Adjutant des Garnisonskommandos in Brandenburg an der Havel. Mitte Mai 1920 folgte seine Versetzung als Zugführer in das Infanterie-Regiment 5, dem er auch nach der Bildung der Reichswehr in verschiedenen Funktionen bis zum 31. Januar 1932 angehörte. Anschließend zum Adjutant des Infanterieführers II und Befehlshabers beider Mecklenburg ernannt, wurde Gareis am 1. August 1933 zum Major befördert und zwei Monate später zur Wehrgauleitung Schwerin versetzt. Hier verblieb er ein Jahr, übernahm als Kommandeur das II. Bataillon des Infanterie-Regiments Allenstein. Dieses Kommando behielt er auch nach der Erweiterung der Wehrmacht und der Umbenennung in das Infanterie-Regiment 2. Am 1. März 1936 wurde er Oberstleutnant.
Im Oktober 1937 arbeitete Gareis als Kommandeur der Lehrgruppe B an der Kriegsschule München. Die Beförderung zum Oberst erhielt er am 1. August 1938, wurde am 1. März 1939 in die Führerreserve versetzt und mit der Ausbildung der Landesschützen-Verbände in Bayern beauftragt.

#### Zweiter Weltkrieg
Bei Beginn des Zweiten Weltkrieges war Gareis Kommandeur des Infanterie-Regiments 282, das auf dem Truppenübungsplatz Grafenwöhr im Wehrkreis XIII als Teil der 5. Aufstellungswelle der neu aufgestellten 98. Infanterie-Division gebildet wurde. Es kam im Westfeldzug und im Deutsch-Sowjetischen Krieg zum Einsatz. Hier erhielt er beide Wiederholungsspangen zum Eisernen Kreuz und am 18. Oktober 1941 das Deutsche Kreuz in Gold.
Im Dezember 1941 wurde Gareis mit der Führung der 98. Infanterie-Division betraut, als dessen Kommandeur er im Februar 1942 zum Generalmajor wurde. Mit seiner Division war er zwei Jahre im Osten eingesetzt, wobei diese Division schwere Verluste erlitt – einige Regimenter der Division wurden aufgelöst. Während ihrer Unterstellung in der Heeresgruppe Mitte vom Oktober 1941 bis Juni 1943 wurde die Division mit sowjetischen T-26 und T-70-Beutepanzern ausgestattet. Am 1. Jänner 1943 wurde er zum Generalleutnant befördert und am 29. November 1943 mit dem Ritterkreuz des Eisernen Kreuzes ausgezeichnet.
Nachdem diese Division an Generalleutnant Alfred-Hermann Reinhardt abgegeben hatte, war er rund zwei Monate in der Führerreserve und erhielt mit der bodenständigen 264. Infanterie-Division, die vorwiegend in Dalmatien eingesetzt war, am 5. Mai 1944 ein neues Kommando. Ihm wurde im Anschluss der Militärorden Michael der Tapfere verliehen und er übergab die Division an Generalmajor Alois Windisch. Von Januar bis Mai 1945 wurde er nach einer kurzen Zeit in der Führerreserve noch mit der Führung des XXXXVI. Panzerkorps betraut, welches in Westpreußen und in Pommern kämpfte und am 1. April 1945 wurde er kurz vor Kriegsende noch zum General der Infanterie befördert und Kommandierender General dieses Panzerkorps.
Am 2. Mai 1945 geriet Gareis in britische Kriegsgefangenschaft. Ab 8. Mai 1945 war er als deutscher Verbindungsoffizier zwischen dem Hauptquartier des Feldmarschalls Bernard Montgomery und den Kriegsgefangenenlagern der britischen Armee tätig. Im Juni 1947 wurde er entlassen.
Gareis verstarb am 26. Februar 1976 und wurde auf dem Friedhof Kreuth beigesetzt.